# Арахнофобия
Арахнофобията (от гръцки: ἀράχνη – „паяк“ и φόβος – „страх“) е частен случай на зоофобия, страх от членестоноги (предимно паякообразни). Тя е една от най-разпространените фобии. При някои хора по-силен страх предизвиква изображението, отколкото самият паяк.